# 小行星612911
小行星612911（臨時編號：2004 XR190）是一顆位於離散盤的外海王星天體。它是由不列顛哥倫比亞大學的天文學家 Lynne Jones領導的一個小組，在使用加法夏望遠鏡 (CFHT) 進行傳統的巡天工作時的部份發現。發現的團隊給了個臨時名稱："巴菲(Buffy)"，出自於虛構影集吸血鬼猎人巴菲（Buffy Summers），並且給了國際天文聯合會一個正式的名字。

## 軌道
考慮到是一個孤立天體，有兩個原因使2004 XR190特別異常：一是軌道傾角高達47度，是至今被發現傾斜最大的天體，當沿著黃道觀測這個天體時，會在黃道的上下及左右環繞著太陽。其次，它的軌道是異於離散盤天體的圓軌道。由於理論上認為離散盤天體是受到海王星的攝動被拋射至離散盤的（一般都有高離心率和近日點小於38AU），它的低離心率和遙遠的近日點很難透過天體力學來理解。這導致了當前外太陽系理論的一些不確定性。理論包括恆星的接近、惡行星、在古柏帶早期的行星胚胎、海王星遷徙外移的共振。古在機制 (Kozai mechanism)是能轉移軌道離心率進入高傾角。
除了長週期彗星和太空探測器之外，巴菲是目前繼2012 VP113和塞迪納之後，太陽系內已知距離第三遠的天體。

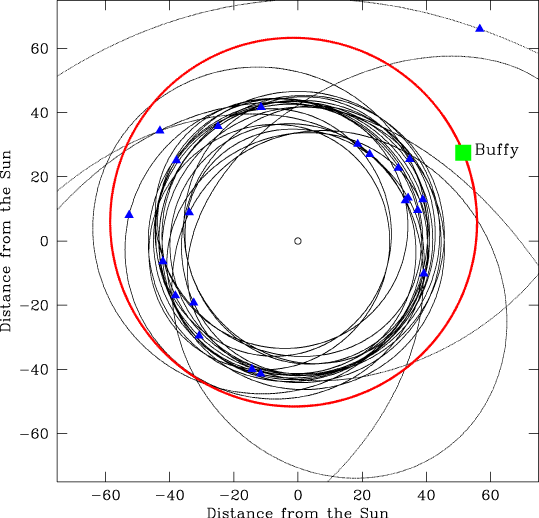
巴菲（也稱為2004 XR190）的軌道。在中心的圓環是依比例繪製的地球軌道，單位是AU。
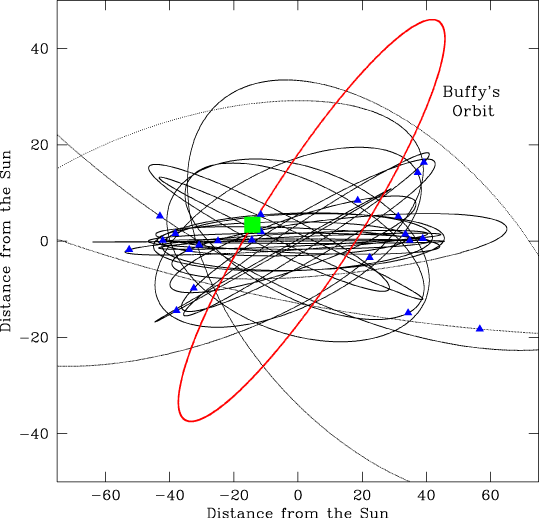
2004 XR190軌道的側視圖，顯示出軌道的高傾斜，單位是AU。

## 大小
這個天體的大小估計約為500公里，大約是冥王星的四分之一。在距離太陽在52至62天文單位的軌道上環繞太陽。